# مايلز لورد
مايلز لورد (بالإنجليزية: Miles Lord)‏ هو قاضي ومحامي أمريكي، ولد في 6 نوفمبر 1919 في Dean Lake, Minnesota ‏ في الولايات المتحدة، وتوفي في 10 ديسمبر 2016 في إيدن بريري في الولايات المتحدة.